# Estación Ceilândia Sul
La Estación Ceilândia Sul es una de las estaciones del Metro de Brasilia, situada en la ciudad satélite de Ceilândia, entre la Estación Centro Metropolitano y la Estación Guariroba.
Fue inaugurada en 2006 y atiende a moradores y trabajadores de la región sur de la ciudad.

## Cercanías
- QNM 08 - Ceilândia
- QNM 24 - Ceilândia